# ハワイの花
『ハワイの花』は、ハンガリー生まれの作曲家パウル・アブラハムのオペレッタである。初演は1931年7月24日にライプツィヒ歌劇場において行われた。
このオペレッタは、ハワイ王国最後の女王であるリリウオカラニの物語にインスピレーションを得ている。アブラハムの作品では、代表作である『ヴィクトリアと軽騎兵』と並ぶ人気作であり1930年代には映画化もされた。

## 作品のデータ
- 台本：エメリッヒ・フォルデスとアルフレッド・グリュンワルド、フリッツ・レーナ＝ベーダ
- 作曲：パウル・アブラハム（1931年）
- 初演：1931年7月24日 ライプツィヒ歌劇場
- 物語の舞台：1895年のホノルル及びモンテカルロ

## オーケストラ編成
フルート2、オーボエ、クラリネット3、ファゴット、ホルン2、トランペット3、トロンボーン3、ピアノ2、バンジョー2、ハープ、パーカッション　（場合によりテナーサックス、ハワイアンギター、ジャズのドラムセットなどを加えた演奏もある）

## 構成
- 第1幕　ホノルルにある別荘
- 第2幕　ホノルルの王宮内にある大ホール
- 第3幕　モンテカルロの中国風バー

## 音楽について
この作品は、1920年代の特徴を備えた典型的な作品である。アブラハムは、アメリカで誕生し世界中に広まったジャズを取り入れた最初のオペレッタ作曲家である。オペレッタというよりもミュージカルの要素が強いのも特徴である。巧みな物語構成とキッチュで皮肉に富んだ音楽は、今なお人々に愛されている。
なお編曲（ヴァージョンによってはスティール・ギター（ハワイアン・ギター）、テナーーサックス、ドラムセットを取り入れる場合もあり、ジャズだけでなくハワイアン音楽の語法を取り入れた最初期の例でもある。歌詞や台詞もドイツ語を基本とするが、随所に英語の単語や言い回しが頻出し、ドイツ語(treu)と英語(boy)で韻を踏んだ箇所もある。しかし一方でハワイ語の単語は全く見られず、あくまで1920年代ベルリン（ワイマール共和国時代）のアメリカ趣味を基礎としている事は、この時代の作品としての特性を現している。

## 代表的な楽曲
- 「海の楽園よ Ein Paradies am Meeresstrand 」（スローフォックストロット）
- 「ハワイの花 Blume von Hawaii 」（スローフォックストロット）
- 「ここで女たちは仲間である Wo es Mädels gibt, Kameraden 」（行進曲）
- 「マイ・リトル・ボーイ、私はあなたに忠実よ My little Boy, ich bleib dir treu」 （フォックストロット）